# 卡贝德卢
卡贝德卢是巴西帕拉伊巴州的一个市镇。总面积31.265平方公里，总人口57017人，人口密度1823.7人/平方公里。